# Бобруйск
Бобру́йск (бел. Бабру́йск) — город областного подчинения в Беларуси, административный центр Бобруйского района Могилёвской области. Седьмой по численности населения и площади город Беларуси, наиболее крупный центр областного подчинения. Город располагается на реке Березине (бассейн Днепра) в 145 км от Минска, 115 км от Могилёва, 414 км от Киева, 704 км от Москвы.
Численность населения — 205 502 человек (на 1 января 2025 года).
Визитной карточкой Бобруйска является скульптура Бобра, установленная в 2006 году на пересечении улиц Карла Маркса и Социалистической.

## Этимология
Название Бобруйска происходит от названия речки Бобруйки, впадающей в Березину на месте современного Бобруйска. Согласно В. Топорову и О. Трубачёву, название Бобруйки — балтское и связано с литовским bebrus «бобр». В качестве аналогий названию речки приводятся литовские гидронимы Bebrujis (с балтским гидронимическим формантом -uj-) и Babrungas (с корнем Babr-, синонимичным обычному литовскому Bebr-). Название реки Бобруйка (Бобруйя) может иметь финно-угорский формант -йя (-я).

## История

### Древнейшая история
Согласно археологическим данным, люди проживали на территории современного Бобруйска уже в бронзовом веке (конец ІІІ — начало ІІ тыс. до. н. э.). С середины І тыс. н. э. у впадения Бобруйки в Березину присутствует поселение дреговичей.
При работах в порту на реке Березине нашли шлем, имеющий сходство со знаменитыми черниговскими шлемами X века, некоторые историки подвергают подлинность находки сомнению. Также был обнаружен боевой топор очень редкого типа, датируемый концом Х—первой половиной ХI века, наконечник стрелы и подкова. Однако некоторые бобруйчане оспаривают происхождение данных предметов, утверждая, что они были найдены на приусадебном участке во время посевных работ. По мнению Игоря Марзалюка, здесь закончил жизнь основатель династии полоцких князей, сын Рогнеды и Владимира Изяслав. Впрочем, никаких доказательств этой гипотезы не представлено. Бобруйский шлем следует рассматривать в контексте таких находок, как Брилёвский клад IX века. В связи с этим украинский историк Артем Папакин обвинил Игоря Марзалюка в мифотворчестве вокруг белорусской государственности.
Кроме того, известны находки каменных орудий, по которым можно предположить, что люди могли жить в этих краях ещё в каменном веке.
Название городу дала река Бобруйка (Бобруя), название которой лингвисты (Я. Отрембски, П. Скарджюс, В.Топоров, О. Трубачёв) определяют как балтское, реконструируя первоначальную форму, звучавшую как *Bebrauja или *Babrauja.

### Бобруйск в XII—XVIII веках
Предполагается, что в XII—XIII веках Бобруйск относился к Минскому княжеству. Впервые Бобруйск упоминается в грамоте великого князя литовского Ягайло, которая адресована его брату Скиргайле и датируется 28 апреля 1387 года.
В 1502 году на Бобруйск нападали крымские и аккерманские татары, которые опустошили окрестности. Бобруйск отмечен на карте Европы, изданной в 1540 году в Базеле. В 1565 году Бобруйская волость была частью Речицкого повета Минского воеводства. Городом владели Радзивиллы, Гаштольды, Тризны. 14 апреля 1584 года Сигизмунд III дал Бобруйску статус местечка.
Данные переписи 1620 года свидетельствуют, что в Бобруйске было 409 домов, 75 лавок, мельница, костёл, замок. Занятиями жителей города были в основном ремесленничество и торговля.
В XVI—XVII веках город разросся и обогатился от приёма купцов и сбора налогов на своей таможне. Центром обороны средневекового Бобруйска в XIV—XVIII веках являлся Бобруйский замок. Весь город был обнесён укреплениями в виде оборонительного вала, деревянных стен и 10 башен. Въезд и выезд из города осуществлялся через четверо сторожевых ворот.
Во время восстания, поднятого Богданом Хмельницким, жители Бобруйска приняли сторону казаков и под начальством Поддубича выдерживали в 1648 году продолжительную осаду, предпринятую Волловичем и Гонсевским, к которым впоследствии присоединился гетман литовский Ян Радзивилл. В ходе восстания Хмельницкого Бобруйск был взят казацко-крестьянскими войсками в 1648 году. В следующем году его штурмовали польско-литовские войска во главе с Янушем Радзивиллом. В отместку за поддержку восстания горожане после взятия Бобруйска Радзивиллом подверглись массовой резне.
В 1655 году Бобруйский замок был взят на короткое время казаками Ивана Золотаренко, которые при отступлении сожгли его. В 1793 году после 2-го раздела Речи Посполитой Бобруйск был присоединён к Российской империи.

### В Российской империи
К Российской империи отошёл в 1792 году в качестве местечка. С 1795 года уездный город Бобруйского уезда Минской губернии. Герб утверждён 22 января 1796 года.
В 1810 году под руководством К. И. Оппермана была построена Бобруйская крепость. В июле 1812 года в крепости дал трёхдневный отдых своей армии Багратион, оставивший там больных и раненых и присоединивший часть гарнизона. После этого крепость, имевшая 7 тысяч человек гарнизона при 330 орудиях, была блокирована французскими войсками — сначала отрядом Латур-Мобура, затем дивизией Домбровского. Блокада длилась до ноября, когда крепость была освобождена с подходом армии Тормасова. По результатам этих событий было решено перечислить крепость в I класс и далее укрепить её, что и было поручено с 1818 года тому же Опперману. Укрепление крепости продолжалось до середины XIX века; однако затем она быстро утратила своё значение и в 1897 году была упразднена.
До 1860-х годов в Бобруйске действовал запрет на строительство каменных и кирпичных зданий вне пределов Бобруйской крепости. В 1880 году в Бобруйске было всего 8 каменных домов и 1982 деревянных (не считая крепостных построек). Во второй половине XIX века в городе действовали: 1 четырёхклассная гимназия, 1 одноклассная школа, 1 еврейская школа, военный госпиталь и еврейская больница.
По данным переписи населения 1897 года численность населения города составляла 34 336 жителей, из них евреев 20 669 или 60 %. Кроме православной и католической церквей в городе действовало несколько синагог.
В конце 1898 года в городе был создан один из самых сильных профессиональных союзов — союз столяров.
19 апреля 1902 года в пятницу в 10 часов утра случился большой пожар. Искры, которые вылетали и сыпались из топки паровоза на железнодорожной станции Березина, ветром были занесены на крышу сарая вблизи станции. Через несколько минут все старые дома были в пламени, огонь распространялся на дома рядом со станцией и оттуда по городу. Пожарные не могли охватить большую площадь пожара и вынуждены были отступить, оставив свой инвентарь огню. Огонь без помехи понесся с дома на дом, с улицы на улицу и за 5 часов охватил большую часть города. Особенно сильно пострадала центральная часть города, которая была населена евреями. Около тысячи домов, в которых проживало 2,5 тысячи семей, сгорели, среди них 650 малых предприятий, весь рынок, много банков, также все здания общественных учреждений, благотворительных организаций, еврейская больница, городская библиотека, дешёвая кухня и т. д. Сгорели 15 синагог и Домов учения с их почти сотней свитков Торы. Сгоревшее имущество — в основном не застрахованное — было оценено в 7 миллионов рублей. Сразу после пожара был создан «Комитет помощи для погорельцев» во главе с предводителем дворянства Кологривовым. Пожар 1902 года разрушил старый Бобруйск и привел к возникновению нового, более красивого города.
В конце 1905 года город потрясло известие о восстании 800 матросов и солдат строгого режима «дисциплинарного полка», который размещался в крепости. В январе 1906 года состоялся военный суд над 13-ю главными обвиняемыми. Десять из них вместе с руководителем восстания Якушевым были приговорены к смерти и трое к каторге.

### В СССР
После Октябрьской революции город подвергся германской оккупации (1918 г.), во время Советско-польской войны был занят Войском польским (1919—1920 гг.), затем вошёл в состав Белорусской ССР (с 1920 г.) и СССР (с 1922 г.).
В 1924 году, после упразднения Бобруйского уезда, город стал административным центром Бобруйского округа, который был упразднён в 1930 году.
В годы Великой Отечественной войны 28 июня 1941 года Бобруйск был занят немецкими войсками. Тогда, в июле 1941 года, в районе Бобруйска разыгралось сражение, ставшее частью Смоленского сражения. В 1943—1944 годах комендантом Бобруйска был бывший комендант Орла Адольф Гаман. В Бобруйском гетто были убиты почти все евреи города.
Бобруйск был освобожден от немецко-фашистских захватчиков 29 июня 1944 года в результате успешного проведения Бобруйской операции, являвшейся частью Белорусской операции («Операция Багратион») — масштабной наступательной операции советских войск, проводившейся с 23 июня по 29 августа 1944 года.
В 1944 году город стал административным центром Бобруйский области, упразднённой в 1954 году.
В 1949 году ЦК КП(б)Б направил прошение секретарю ЦК ВКП(б) Маленкову в честь 70-летия Сталина позволить, кроме всего прочего, переименовать Бобруйск в Сталинск, а Бобруйскую область — в Сталинскую.
18 августа 1972 года в городскую черту города Бобруйска включены деревни Дедново, Киселевичи и посёлок Дедново Слободковского сельсовета и деревня Еловики Сычковского сельсовета Бобруйского района Могилёвской области.
3 июля 1987 года за успехи, достигнутые трудящимися города в хозяйственном и культурном строительстве, их вклад в борьбу с немецко-фашистскими захватчиками в годы Великой Отечественной войны и в связи с 600-летием Бобруйск был награждён орденом Трудового Красного Знамени.

### В составе Беларуси
В 1991 году Беларусь вышла из состава СССР и Бобруйск оказался в составе нового государства.
В 2006 году прошёл республиканский фестиваль «Дажынкі».
В 2008 году открыт спортивный комплекс «Бобруйск-Арена».
В 2009 году в связи с празднованием 65-й годовщины освобождения Республики Беларусь от немецко-фашистских захватчиков и в целях увековечения подвига воинов Красной Армии, партизан и подпольщиков Бобруйск награждён вымпелом «За мужнасць і стойкасць у гады Вялікай Айчыннай вайны» (Указ Президента Республики Беларусь от 29 июня 2009 года № 355).
В 2017 году Бобруйск объявлен Культурной столицей Республики Беларусь. Возле Дворца искусств установлена скульптурная композиция «Бобруйск — культурная столица Беларуси».
В 2017 году Бобруйск отметил 630-летие. Открыт парк «Молодёжный».
3-4 июня 2019 года Бобруйск принял эстафету огня II Европейских игр.
15-17 июля 2021 года прошёл культурно-спортивный фестиваль «Вытокі. Крок да Алімпу».
За высокие показатели, достигнутые в ходе проведения в 2021 году республиканского смотра санитарного состояния и благоустройства населённых пунктов Республики Беларусь, Бобруйск признан победителем вместе с г. Мозырь.
В 2023 году продолжается строительство нового «Титовского» моста.
За высокие показатели, достигнутые в ходе проведения в 2022 году республиканского смотра санитарного состояния и благоустройства населённых пунктов Республики Беларусь, Бобруйск вновь признан одним из победителей вместе с г. Мозырь.
В 2024 году за высокие показатели, достигнутые в ходе проведения в 2023 году республиканского смотра санитарного состояния и благоустройства населённых пунктов Республики Беларусь, Бобруйск признан одним из победителей, награждён переходящим вымпелом.

## Геральдика
Первый герб Бобруйск получил 22 января 1796 года по Указу императрицы Екатерины II. Этот герб стал неотъемлемой частью города и был хорошо воспринят местными жителями, так как был им понятен и ясно символизировал отличие города от деревни. Гербовый сюжет отражал основные промыслы местных жителей (сплавление леса для строительства флота на Чёрном и Балтийских морях) и расположение императрицы к городу.
В 1988 году решением № 9-7 Бобруйского городского Совета народных депутатов был утверждён новый герб за авторством Ю. А. Михайлова.

Герб представляет собой геральдическую композицию из щита с соотношением сторон 8:9 с верхней зубчатой и нижней заостренной частями. Верхняя зубчатая часть символизирует о наличии форпоста на реке Березине — Бобруйской крепости. Поле щита пересекает горизонтальная сине-голубая лента — река Березина, её цвет соответствует цвету ленты ордена Трудового Красного Знамени, которым город награждён в 1987 г. В верхнем красном поле щита — стилизованное изображение бобра, давшее название городу. В нижнем зелёном поле изображение шины-фрезы, символизирующих основные направления развития города — нефтехимию и деревообработку. Цвет верхнего и нижнего полей — цвета Государственного флага БССР
— Решение № 9-7 Бобруйского городского Совета народных депутатов
3 января 2005 года Указом Президента Республики Беларусь городу были возвращены исторический герб, а также создан флаг, представляющий собой белое полотнище с изображением герба в центре.

Герб города Бобруйска представляет собой изображение на серебряном поле французского щита вертикальной корабельной мачты с двумя сложенными накрест деревьями натурального цвета.

Флаг города Бобруйска представляет собой прямоугольное полотнище белого цвета с соотношением сторон 1:2, в центре лицевой стороны которого — изображение герба города Бобруйска.— Указ Президента Республики Беларусь от 3 января 2005 года № 1
Герб и флаг зарегистрированы в Государственном геральдическом регистре Республики Беларусь 6 января 2005 года № Б-29 и № Б-30. Герб и положение о нём утверждены решениями Бобруйского городского исполнительного комитета от 27 августа 2002 года № 20-45 и городского Совета депутатов от 26 сентября 2002 года № 19-2, флаг одобрен решением Бобруйского городского исполнительного комитета от 27 августа 2002 года № 20-44.

## Физико-географическая характеристика
Город расположен в 115 км к юго-западу от Могилёва на реке Березине (бассейн Днепра).
Бобруйск и Бобруйский район расположен в юго-западной части Могилёвской области, в 115 км от областного центра, в 145 км от Минска.
Рельеф: полузакрытая равнина (Центрально-Березинская), местами слабовсхолмленная, изрезанная густой сетью рек и осушительных каналов, средняя высота — 165 м над уровнем моря.
Полезные ископаемые: осадочного происхождения: глина, строительные пески, торф, сапропель. Имеется источник минеральной воды.

### Климат
| Показатель                    | Янв.  | Фев. | Март  | Апр. | Май  | Июнь | Июль | Авг. | Сен. | Окт.  | Нояб. | Дек.  | Год   |
| ----------------------------- | ----- | ---- | ----- | ---- | ---- | ---- | ---- | ---- | ---- | ----- | ----- | ----- | ----- |
| Абсолютный максимум, °C       | 9,9   | 14,9 | 20,6  | 28,6 | 31,7 | 35,3 | 35,3 | 38,0 | 33,1 | 26,1  | 17,5  | 12,0  | 38,0  |
| Средний суточный максимум, °C | −2,2  | −0,7 | 5,1   | 13,6 | 19,6 | 23   | 25,1 | 24,3 | 18,3 | 11,1  | 3,7   | −0,7  | 11,2  |
| Средняя температура, °C       | −6,8  | −3,8 | 0,6   | 7,7  | 13,4 | 17,0 | 18   | 17,8 | 12,4 | 6,7   | 1,3   | −2,9  | 6,6   |
| Средний суточный минимум, °C  | −7,4  | −6,9 | −3,4  | 2,1  | 7,2  | 10,9 | 12,8 | 11,7 | 7,3  | 2,8   | −1,1  | −5,1  | 2,2   |
| Абсолютный минимум, °C        | −37,4 | −36  | −29,3 | −9,7 | −4   | −1,3 | 3,3  | 1    | −4,7 | −12,5 | −23,8 | −30,6 | −37,4 |
| Норма осадков, мм             | 40    | 38   | 39    | 41   | 61   | 76   | 89   | 55   | 48   | 57    | 45    | 44    | 600   |
| Источник:                     |       |      |       |      |      |      |      |      |      |       |       |       |       |

## Население

### Численность
Численность населения — 205 502 человек (на 1 января 2025 года). На 1 января 2024 года — 207 351 человек.
Жителей в 1872 году считалось: муж. 14 065, жен. 10 064, в том числе евреев 12 612. На 1 января 2023 года — 208 611 человек (второй по численности населения в Могилёвской области и седьмой в целом по Беларуси; самый крупный город страны, не являющийся областным центром).
| Численность населения с 1939 года:                                                              |
| Графики недоступны из-за технических проблем. См. информацию на Фабрикаторе и на mediawiki.org. |

| Год            | 1939   | 1959     | 1970      | 1979      | 1989      | 2006      | 2018      | 2020      | 2021      | 2022      | 2023      | 2024      | 2025     |
| -------------- | ------ | -------- | --------- | --------- | --------- | --------- | --------- | --------- | --------- | --------- | --------- | --------- | -------- |
| Население чел. | 84 078 | ▲ 97 530 | ▲ 137 536 | ▲ 192 207 | ▲ 221 166 | ▼ 216 301 | ▲ 217 546 | ▼ 212 200 | ▼ 211 389 | ▼ 209 675 | ▼ 208 611 | ▼ 207 351 | ▼205 502 |

| Миграция населения:                                                                             |
| Графики недоступны из-за технических проблем. См. информацию на Фабрикаторе и на mediawiki.org. |

### Рождаемость и смертность
В 2017 году в Бобруйске родилось 2208 и умерло 2438 человек. Коэффициент рождаемости составил 10,1 на 1000 человек, коэффициент смертности — 11,2. Средние показатели рождаемости и смертности по Могилёвской области — 10,5 и 13,6 соответственно, по Республике Беларусь — 10,8 и 12,6 соответственно. По уровню рождаемости город делит с Полоцком и Светлогорском 4-16-е места среди 23 городов с населением более 50 тысяч человек, по уровню смертности делит 6-7-е места с Молодечно, по уровню естественного прироста/убыли населения (-1,1) занимает 18-е место.
| Коэффициенты рождаемости и смертности:                                                          |
| Графики недоступны из-за технических проблем. См. информацию на Фабрикаторе и на mediawiki.org. |

### Браки и разводы
В 2017 году в Бобруйске было заключено 1660 браков (7,6 на 1000 человек, средний показатель по Могилёвской области — 7,1) и 871 развод (4 на 1000 человек, средний показатель по Могилёвской области — 3,6). По числу заключённых браков на 1000 человек район занимает 4-е место в области (после Могилёвского, Круглянского и Кричевского районов), по числу разводов — 1-е место в области.

### Национальный и конфессиональный состав населения в XXI веке
По данным переписи населения 2019 года в Бобруйске проживало:
- Белорусов — 182 768 человек (86,1 %)
- Русских — 17 198 человек (8,1 %)
- Украинцев — 3584 (1,69 %)
- Поляков — 717 (0,34 %)
- Евреев — 441 (0,21 %)

По данным переписи населения 2009 года в Бобруйске проживало:
- Белорусов — 83,06 %
- Русских — 13,22 %
- Украинцев — 1,89 %
- Евреев — 0,27 %
- Поляков — 0,27 %
- Других — 1,29 %

В настоящее время в городе имеется 2 административных района: Ленинский и Первомайский.
В Бобруйске действуют 21 религиозная община 5-ти конфессий:
- Протестантских — 8
- Православных — 6
- Иудейских — 3
- Старообрядческих — 3
- Римско-католических — 1

Ведущие позиции в религиозной жизни города занимает Белорусский Экзархат Русской Православной Церкви.
Бобруйская епархия Белорусского Экзархата Русской Православной церкви учреждена 24 декабря 2004 года. В её состав входят Бобруйск и 6 районов (Бобруйский, Быховский, Осиповичский, Кировский, Глусский, Кличевский). В марте 2007 года архиереем Бобруйским и Быховским назначен епископом Серафим (Белоножко).
Деятельность религиозных общин и вопросы межконфессиональных отношений освещаются в городских печатных средствах массовой информации. Три из пяти городских газет имеют постоянные рубрики (приложения).
В городе действуют национально-культурные объединения и их оргструктуры:
- Бобруйская городская еврейская община
- Бобруйское городское еврейское общество «Рахамим»

### Еврейское население города в XX веке
В 1910 году в городе насчитывалось 25 876 евреев (61 % населения), после Октябрьской революции и гражданской войны, а также отмены черты оседлости число евреев города сократилось и в 1926 году составило 21 558 человек (42 % населения города). По данным переписи населения 1939 года в Бобруйске проживало 26 703 еврея (31,6 % населения). 28 июня 1941 года Бобруйск был оккупирован германскими войсками, с 1 по 10 августа 1941 года оккупационные власти произвели принудительное переселение евреев Бобруйска в огороженное и охраняемое гетто, созданное в границах улиц Новошоссейной, Затуренского и Боброва. Бо́льшая часть узников гетто были убиты 7—8 ноября 1941 года, окончательное уничтожение произошло 30 декабря 1941 года. Всего за время оккупации было уничтожено около 25 тысяч евреев.
По окончании войны евреи вновь поселились в городе, по переписи 1959 года в Бобруйске было 15,6 тысячи евреев, по переписи 1970 года — 14,5 тысячи, а по переписи 1979 года — 13,4 тысячи. Начиная с 1970-х годов на численность еврейской общины города оказывала влияние эмиграция за рубеж (в США, Канаду, Австралию и Израиль), что привело к тому, что по переписи населения 1989 года численность евреев составила 10 468 человек (около 5 % всего населения).
23 октября 1988 — дата начала восстановления еврейской общины города, в этот день был открыт Клуб еврейской культуры. Было создано еврейское благотворительное общество «Рахамим» (в переводе с иврита — «милосердие») и начал действовать благотворительный центр социальной и гуманитарной помощи «Хэсэд». Выходила городская газета общины — «Гешер» («Мост»). В городе были открыты две синагоги.
В период независимости Беларуси произошло стремительное сокращение численности еврейской общины, так по данным переписи 2009 года в городе остался лишь 701 еврей.

## Органы власти
Представительным органом власти является Бобруйский городской Совет депутатов. Он состоит из 40 человек и избирается жителями города по одномандатным округам. Срок полномочий 4 года. Городской Совет депутатов 28 созыва был избран 18 февраля 2018 года.
Исполнительным и распорядительным органом власти является Бобруйский городской исполнительный комитет. Председатель назначается Президентом и утверждается депутатами горсовета.

## Экономика
Среднемесячная номинальная начисленная заработная плата (до вычета подоходного налога и второй части страховых отчислений) в 2017 году в городе составила 691 рубль (около 345 долларов). Это примерно соответствует средней зарплате по Могилёвской области (690 рублей), но значительно ниже средней зарплаты по стране (823 рубля). На 2017 год Бобруйск занимает 33-е место по уровню заработной платы среди 129 районов и городов областного подчинения Республики Беларусь
В городе работает более
50 различных промышленных предприятий.
В 2012 году промышленными предприятиями отгруженo продукции в действующих ценах на сумму 15211 млрд руб.
Структура и специализация промышленного производства Бобруйска:
- 55,1 % — нефтехимическая и химическая промышленность (Белорусский шинный комбинат ОАО «Белшина» — один из крупнейших на территории бывшего СССР; Бобруйский завод резинотехнических изделий ОАО «Беларусьрезинотехника»);
- 21,4 % — машиностроение и металлообработка (в том числе ОАО «Бобруйскагромаш» — один из крупнейших в Беларуси производителей сельхозтехники, ОАО «Бобруйский завод тракторных деталей и агрегатов», ОАО «Бобруйсксельмаш», Завод Спецавтотехника (прицепная техника), ОАО «Бобруйский машиностроительный завод» (центробежные насосы), ОАО «ТАиМ» (тормозные аппараты и механизмы);
- 13,7 % — пищевая промышленность (в том числе кондитерская фабрика «Красный пищевик», пивзавод ИЗАО "Пивоварни «Хайнекен», завод по выпуску соков, нектаров, пюре компании «Оазис груп»; ОАО «Бобруйский завод растительных масел»
- 3,4 % — лесная и деревообрабатывающая промышленности (ОАО «ФанДОК», ЗАО «Бобруйскмебель» (с 2020 года — «Пинскдрев-Бобруйск»[62]), Бобруйский завод ДВП);
- 2,9 % — лёгкая промышленность (ОАО «Славянка», ОАО «Бобруйсктрикотаж», ОАО «Бобруйский кожевенный комбинат»).

Широко развито частное предпринимательство, в частности практически вся торговля в городе находится в частных руках, это относится и к сфере бытовых услуг. Также в Бобруйске расположен один из двух в Беларуси гидролизных заводов (второй в Речице).
Ряд крупных предприятий города закрылись или прекратили профильную производственную деятельность. До 2006 года функционировал Бобруйский комбинат строительных материалов. ОАО «Бобруйская обувная фабрика» прекратило производство обуви, занимается сдачей в аренду помещений заводских цехов. В 2007 году был ликвидирован Бобруйский завод весоизмерительных приборов («Весоприбор»). До 2015 года в городе действовала меховая фабрика.
В январе-мае 2016 года крупнейшими налогоплательщиками города были «Пивоварни Хайнекен», «Оазис Груп», «Красный пищевик», гипермаркет «Корона» и Бобруйский завод напитков.
Имеется зверохозяйство (разведение белорусского песца).

## Жильё
За 2000—2017 годы общая площадь жилищного фонда города выросла с 4472,3 тыс. м² до 5385,1 тыс. м² (прирост составил 20 %; среди крупных городов Республики Беларусь жильё менее активно строилось только в Гомеле). При этом обеспеченность населения жильём в городе — самая высокая в стране из крупных городов, 24,8 м² на человека (2017 год).
Жильё в Бобруйске — одно из самых дешёвых среди крупных городов страны, наряду с Мозырем. В 2014 году средняя цена жилой недвижимости составляла 728 долларов за 1 м² (16-е место из 17 крупных городов), во втором квартале 2017 года — 392 доллара (последнее место), в первом квартале 2019 года — 427 долларов (16-е место).

## Транспорт
Через город проходит ветвь B панъевропейского транспортного коридора IX (Калининград — Вильнюс — Минск — Киев — Одесса).

### Водный транспорт, железная дорога
В Бобруйске есть порт на реке Березина и железнодорожный узел (станция Березина — грузопассажирская, станция Шинная — грузовая, станция Бобруйск — грузопассажирская, станция Киселевичи — пассажирская). Речной порт Бобруйск — филиал РТУП «Белорусское речное пароходство» — на предприятии: 80 работающих, 2 теплохода (буксира), 2 земснаряда, 8 несамоходных барж, 3 рудовоза, 3 портальных крана, 2 экскаватора для погрузки песка на машины.

### Общественный транспорт
Пассажиров ежедневно перевозят автобусы, электробусы, маршрутные такси и троллейбусы.
Строительство троллейбусного парка началось в 1974 году. Заказчик — ПО «Бобруйскшина». 30 августа 1978 года состоялся торжественный пуск первого троллейбуса. Общая площадь троллейбусного управления — 9,6053 га, среднесписочная численность на 1 января 2008 года 325 человек, в том числе водителей троллейбусов — 120 человек. В течение 2007 года перевезено 29,5 млн пассажиров.
Автовокзал г. Бобруйска — филиал республиканского унитарного Могилевского автотранспортного предприятия «Могилёвоблавтотранс» — построен в 1987 году. Ежегодный оборот пассажиров превышает 1 млн человек. Прямыми автобусными рейсами город связан с Москвой, Минском, Могилевом, Витебском, Оршей и другими регионами Беларуси и России.
Перевозка пассажиров внутригородскими автобусами и маршрутными такси осуществляются по более чем 50 маршрутам. Республиканское унитарное дочернее Бобруйское автотранспортное предприятие «Автобусный парк № 2» — осуществляет автобусные перевозки на городских (более 30 маршрутов), пригородных, междугородных и международных маршрутах, кроме этого осуществляются разовые поездки по договорам. На 1 января 2008 года в автопарке числится 139 единиц транспорта, из них автобусов — 128. Общая площадь предприятия — 6,6875 га, численность работающих — 535 человек. В автобусном парке на 28 марта 2025 года работает современный подвижной состав, состоящий из автобусов МАЗ 103, МАЗ 105, МАЗ 203, МАЗ 206,МАЗ 216 МАЗ 241, МАЗ 256, МАЗ 257, МАЗ 303
Автобусами и маршрутными такси индивидуальных предпринимателей и частных предприятий, работающих на городских перевозках пассажиров, ежемесячно перевозится более 700 тыс. пассажиров. Сейчас со станций «Киселевичи», «Бобруйск», «Березина» и «Дедново» отправляются поезда региональных линий экономкласса, бизнес-класса (электрички, дизели) на Минск, Рабкор, Жлобин.
Станция «Бобруйск»: региональные линии экономкласса: Рабкор, Жлобин-Пассажирский, Минск-Пассажирский. Бизнес-класс: Минск-Пассажирский, Жлобин-Пассажирский.
Станции «Березина»,«Дедново» и «Киселевичи» обслуживает, только поезда региональных линий экономкласса на Жлобин, Рабкор и Минск.
Также через станцию «Бобруйск» проходят поезда международного сообщения "Минск-Адлер" и "Минск-Анапа".

## Спорт

### Футбольный клуб «Белшина»
В городе есть собственный футбольный клуб «Белшина» (основан в 1977 году, в 1993-95 годах назывался «Шинник»). Домашние игры проводит на стадионе «Спартак» (вместимость 3700 мест). Чемпион и серебряный призёр, а также двукратный бронзовый призёр чемпионата Беларуси, трёхкратный обладатель Кубка Беларуси. Выступает в высшей лиге Чемпионата Беларуси по футболу.

### Хоккейный клуб
В 2008 году, в связи с открытием «Бобруйск-Арены» основан хоккейный клуб «Динамо-Шинник». Начиная с сезона 2008—2009 годов выступал в Экстралиге Беларуси, по результатам регулярного чемпионата занял 10-е место (не заслужив таким образом права играть в плей-офф чемпионата). Позже клуб вошёл в структуру ХК «Динамо-Минск», став его фарм-клубом и представителем в МХЛ. Весной 2016 года по причине финансовой оптимизации ХК «Динамо-Минск» было принято решение об отказе от представителя в МХЛ и ХК «Динамо-Шинник» был расформирован.
В 2017 году был образован ХК «Бобруйск», который выступает в Высшей лиге чемпионата Беларуси (второй дивизион после Экстралиги).

### Спортивная инфраструктура
Спортивная и физкультурная инфраструктура города включает в себя один из крупнейших в Беларуси ледовый дворец «Бобруйск-Арена», конно-спортивный клуб «Ломов», водно-спортивный комплекс «Лесной», четыре стадиона, два плавательных бассейна (и около двадцати мини-бассейнов), около ста спортивных залов, около трёхсот уличных спортивных площадок. В городе есть собственные футбольный и хоккейный клубы, а также проводятся международные и республиканские соревнования.

Ледовый дворец «Бобруйск-Арена» был открыт 31 мая 2008 года. Вместимость дворца составляет 7000 человек. «Бобруйск-Арена» является домашним стадионом хоккейного клуба «Динамо-Шинник» (Бобруйск). Также во дворце проводятся массовые катания на коньках.
В городе проводятся международные (по мини-футболу и самбо) и республиканские (два по греко-римской борьбе — памяти генерал-майора Бахарова и на призы Лиштвана) турниры, спартакиада по дзюдо, этапы республиканских кубков по велоспорту, драгрейсингу и туристско-прикладному многоборью, а также легкоатлетические соревнования памяти генерал-майора Бахарова (более 1500 участников в 2008 году) .

## Образование
В Бобруйске 35 учреждений общего среднего образования, из них 3 гимназии, 1 гимназия-колледж искусств, 1 базовая школа. 2 детских музыкальных школы, детская художественная школа, 12 детско-юношеских спортивных школ (ДЮСШ) и клубов, центр художественного творчества для детей и юношества, детско-юношеский центр путешествий и краеведения «Бабраня», станция юных натуралистов, центр коррекционно-развивающего обучения и реабилитации, детский социальный приют, центр воспитательной работы «Росквіт».
В городе широко представлено среднее специальное и профессиональное образование. В городе есть 10 колледжей (автотранспортный, аграрно-экономический, торгово-экономический, машиностроительный, технологический, медицинский, строительный, художественный, механико-технологический и лесотехнический).
После закрытия филиала Частного института управления и предпринимательства в Бобруйске остался лишь один филиал высшего учебного заведения — Белорусского государственного экономического университета. 31 мая 2017 года было принято решение о закрытии филиала Белорусского государственного экономического университета.

## Культура
В Бобруйске проводится более пятисот культурных мероприятий в год. Из наиболее известных можно отметить фестивали народного искусства «Венок дружбы» (международный) и хореографии «У истоков танца» (региональный), а также международный пленэр по керамике «Art-Жыжаль».
Кроме того, многие творческие коллективы из Бобруйска принимают участие в различных международных фестивалях, таких как «Мэрцишор», «Каліново літо на Дніпрі», «Спивограй», «Крымская волна», «Словения».
В 1988 году в Бобруйске основана рок-группа «Би-2» (первоначально музыканты называли себя «Шанс», «Братья по оружию» и, наконец, «Берег истины» — последнее название в 1989 году и трансформировалось в «Би-2»).

В 2011 году была учреждена специальная премия городского исполнительного комитета имени писателя Михася Лынькова.

### Театр драмы и комедии
Бобруйский театр драмы и комедии имени Дунина-Марцинкевича имеет статус Могилёвского областного театра. Основан в 1970 году. Назван в честь Винцента Дунина-Марцинкевича — классика белорусской литературы, основоположника белорусской драматургии.
В 2008 году отмечалось 200-летие со дня рождения писателя и в честь этого в Бобруйске проходил Международный фестиваль национальной драматургии, в котором принимали участие 12 театров из Беларуси, России, Украины, Молдовы и Латвии.

### Бобруйский краеведческий музей
В городе расположен Бобруйский краеведческий музей, экспозиция которого рассказывает об археологии края, об историческом развитии края в составе Великого княжества Литовского, Речи Посполитой и Российской империи, о торговом и промышленном развитии края в досоветский период, о революции 1917 года, о периодах НЭПа, коллективизации и индустриализации, о событиях в годы Великой Отечественной войны, о восстановлении и послевоенном развитии края, об истории города в современный период, об этнографии, культуре и природе края.

### Бобруйский художественный музей
В Бобруйске расположен художественный музей. Основан на базе учреждения культуры «Выставочный зал г. Бобруйска». На сегодняшний день музей размещается в двух зданиях: музей по ул. М.Горького, 28 (пл. Ленина), выставочный зал по ул. Социалистическая, 100.

### Библиотеки
В Бобруйске есть десять городских библиотек — центральная городская имени Максима Горького, городская имени А. С. Пушкина, городская библиотека № 4 имени Б. М. Микулича, городская № 7 имени А. А. Шогенцукова, городская библиотека № 8 имени Ефросиньи Полоцкой, городская библиотека № 16,городская библиотека № 12, детская библиотека № 6 имени Н. А. Островского, детская библиотека № 5, центральная детская имени А. П. Гайдара и районная библиотека.

### Храмы
- Свято-Никольский собор (1892—1894)
- Бобруйский монастырь жён-мироносиц (2005)
- Свято-Георгиевский храм (1905—1907)
- Храм Пророка Илии
- Церковь Непорочного Зачатия Пресвятой Девы Марии (1903—1906)
- Костёл Св. Апостолов Петра и Павла (XVII в.)
- Часовня (1997—2001)
- Храм Святого Духа
- Свято-Иверский храм
- Свято-Николо-Софийский храм
- Свято-Сретенский храм

### Кинотеатры
В городе есть два кинотеатра — двухзальные «Товарищ» (500 мест с 3D, Dolby Surround 70 мест) и «Мир» (276 и 220 мест).

## События и мероприятия

### События
- В 2017 году Бобруйск объявлен Культурной столицей Республики Беларусь[25]

### Мероприятия
- В 2006 году прошёл республиканский фестиваль «Дажынкi»
- 3-4 июня 2019 года Бобруйск принял эстафету огня II Европейских игр
- 15-17 июля 2021 года прошёл культурно-спортивный фестиваль «Вытокі. Крок да Алiмпу»

### Фестивали
- Фестиваль народного творчества «Венок дружбы», ставший визитной карточкой города и объединивший под девизом дружбы за свою историю 38 стран с 5 континентов
- Пленэр по керамике «Арт-Жыжаль»
- Республиканский фестиваль национальной драматургии имени В. И. Дунина-Марцинкевича

## Достопримечательности
В государственный список историко-культурных ценностей Республики Беларусь занесено 14 объектов из Бобруйска
- Бобруйская крепость (1807—1825) —  Историко-культурная ценность Республики Беларусь, шифр 512Г000059
- Памятник В. И. Ленину на площади Ленина
- Особняк купчихи Кацнельсон —  Историко-культурная ценность Республики Беларусь, шифр 513Г000057
- Библиотека имени А. С. Пушкина
- Могила Б. С. Бахарова
- Здание банка (начало XX века), ул. Советская, 77/48 —  Историко-культурная ценность Республики Беларусь, шифр 513Г000068
- Здание, ул. Советская, 79 —  Историко-культурная ценность Республики Беларусь, шифр 513Г000069
- Здание (тип городского особняка), 1912 год, ул. Пушкина, 211 —  Историко-культурная ценность Республики Беларусь, шифр 513Г000066. Ныне здесь размещается представительство Национального олимпийского комитета Республики Беларусь.
- Бобруйская синагога
- Старое село
- Здание железнодорожного вокзала станции «Бобруйск»
- Здание железнодорожного вокзала станции «Березина»
- Гостиница «Бобруйск»
- Бобруйская типография имени А. Т. Непогодина
- Здание одного из корпусов учреждения образования «Славянская гимназия»Бобруйская синагога
- Городская детская библиотека № 6 имени Н. А. Островского
- Музей аэродромной и военной техники 83-го отдельного ордена Красной Звезды инженерно-аэродромного полка
- Водонапорная башня (Ресторан «Чырвоная вежа»)
- Дом-колодец (жилой дом «Порт Артур»)
- Дом-тетрис (дом «Скворечник»)

### Памятники, скульптуры
- Памятник В. И. Ленину
- Памятник Воинам-Днепровцам
- Памятник Советским Воинам-освободителям (1964)[72]
- Памятник Советским воинам-интернационалистам
- Памятник Герою Советского Союза В. 3. Хоружей (1971)
- Мемориальный памятный знак в честь моряков Днепровской военной флотилии, принимавших участие и погибших при освобождении г. Бобруйска. Расположен на пересечении улиц Ленина и Шмидта. Открыт 9 мая 2005 года к 60-летию Победы советского народа в Великой Отечественной войне.
- Здание (тип городского особняка), ул. Пушкина, 211Мемориальный комплекс на площади Победы.
- Памятник Победы (1975)
- Памятник С. Н. Халтурину (1982)
- Памятник жертвам репрессий
- Памятник партизанам и подпольщикам Бобруйска, погибшим в годы Великой Отечественной войны
- Памятный знак «Аллея Праведников»
- На могиле Б. С. Бахарова был установлен танк Т-34-85 № 300
- Стела на Алее Героев в честь З. Д. Вихнина
- Памятник Б. И. Ковзану
- Памятник Эфраиму Севеле (2016). Установлен на площадке у кинотеатра «Товарищ»
- Памятник В. В. Оловникову
- Памятник В. И. Дунину-Марцинкевичу (2018). Установлен в городском парке культуры и отдыха
- 3 мемориальных самолёта — МиГ-29, Су-24М, Су-25

### Городская скульптура
- Скульптура Бобра (2006) на пересечении улиц Карла Маркса и Социалистической. Является визитной карточкой Бобруйска.
- Скульптура Бобра на скамейке (2008), рядом с перекрёстком улиц Московской и Социалистической
- Скульптура Шуры Балаганова. Установлена у ресторана «Чырвоная вежа» в декабре 2012 года
- Скульптура водопроводчика возле перекрёстка улиц Урицкого и Бахарова
- Скульптура Бобра (2017) на улице Ульяновской (рядом с администрацией Первомайского района).
- Скульптурная композиция «Бобруйск — культурная столица Беларуси» (2017)
- Скульптура «Маленький хоккеист» около Бобруйск-Арены (2008; скульптор В. Жбанов)

В советское время на улицах города насчитывалось 24 памятника и бюста Ленина (наибольшая плотность в республике «на душу населения»).

### Памятники природы, заказники
- Ландшафтный заказник местного значения «Луковая гора»
- Ботанический памятник природы «Бобруйский дуб-великан»

## В филателии и нумизматике
- 22 июня 2012 года Министерство связи и информатизации Республики Беларусь выпустило в обращение конверт с оригинальной маркой «625-летие первого упоминания Бобруйска»[73].
- 7 апреля 2017 года Министерство связи и информатизации Республики Беларусь выпустило в обращение конверт с оригинальной маркой «Бобруйск — культурная столица Беларуси 2017 г.»[74].

## В топонимике
Улица Бобруйская — в Беларуси: Бобруйская улица в Минске, Барановичах, Рогачёве, Жлобине, Речице, Слуцке, Могилёве, Кличеве, Светлогорске, Осиповичи, Октябрьском, Озаричах, Паричах, Старые Дороги и других населённых пунктах.
В других странах: Бобруйская улица в Москве, Бобруйская улица в Санкт-Петербурге, Уфе, Ростове-на-Дону, Екатеринбурге, Челябинске, Хабаровске, Наро-Фоминске, Нижнем Новгороде (в микрорайоне авиационного завода «Сокол», названа в честь Бобруйской операции советских войск), Самаре, Донецке, Харькове, Днепре, Киеве, Алматы и др.

## Международное сотрудничество
Ниже представлен список городов и территорий-побратимов Бобруйска:
- Кострома, Россия
- Владимир, Россия
- Наро-Фоминск, Россия
- Район Сокольники Восточного Административного округа, Москва, Россия
- Муром, Россия
- Нижний Тагил, Россия
- Петроградский административный район, Санкт-Петербург, Россия
- Новомосковск, Россия
- Ишим, Россия
- Каменское, Украина
- Чугуев, Украина
- Севлиево, Болгария
- Батуми, Грузия
- Кобулети, Грузия
- Оденсе, Дания
- Даугавпилс, Латвия
- Гулбене, Латвия
- Анений-Ной, Молдова
- Комрат, Молдова
- Усть-Каменогорск, Казахстан
- Шаосин, КНР
- Уси, КНР
- Иглезиас, Италия
- Пухов, Словакия
- Те-Вудлендс, США
- Морогоро, Танзания
- Сиде, Турция
- Тольятти, Россия[76]

## Почётные граждане
Почётные граждане города Бобруйска:
| - Андрей и Александр Богдановичи - Павел Батов - Игорь Бокий - Артем Примак - Михаил Быков - Ярослав Евдокимов - Иван Кобяков - Виктор Ливенцев - Клавдия Ивановна Лукашевич - Сергей Иванович Тепляков - Александр Осипенко | - Виктор Ренейский - Сергей Руденко - Николай Павлович Ковалев - Анатолий Павлович Химаныч - Пётр Яновский - Фёдор Федорович Аскерко - Владимир Митрофанович Авчинник - Михаил Николаевич Рабиковский - Венглинская Елена Владимировна - Теймураз Николаевич Бочоришвили - Шмат Евгений Александрович - Наливайко Василий Анатольевич - Степанова Алена Сергеевна |
| | |